# 國道129號
國道129號是由日本神奈川縣平塚市起點至同縣相模原市終點的一般國道。

## 概要
- 全長：31.3km
- 起點：神奈川縣平塚市（高濱台交差點、國道134號交點）
- 終點：神奈川縣相模原市（橋本五差路交差點、國道16號交點）
- 主要經過地：厚木市
- 指定區間：國道246號的重複區間

## 歷史
- 1963年4月1日 二級國道129號平塚相模原線（神奈川縣平塚市～神奈川縣相模原市） -- 舊129號統合成16號
- 1965年4月1日 一般國道129號（神奈川縣平塚市～神奈川縣相模原市）

## 重複區間
- 國道246號（厚木市田村町～厚木市・金田交差點）
- 國道412號（起點～厚木市・市立病院前交差點）

## 通過市町村
- 神奈川縣
  - 平塚市 - 厚木市 - 相模原市

## 經路與連接路線
- 平塚市高濱台（國道134號）
- 平塚市榎木町（國道1號）
- 平塚市東真土2交差點（神奈川縣道44號伊勢原藤澤線湘南銀河大橋）
- 平塚市田村十字路（神奈川縣道44號伊勢原藤澤線）（神奈川縣道47號藤澤平塚線神川橋）
- 平塚市戶田（神奈川縣道22號橫濱伊勢原線戶澤橋）
- 厚木市酒井厚木IC（國道271號小田原厚木道路）（東名高速道路）
- 厚木市船子北谷（國道271號）
- 厚木市船子陸橋（國道246號沼津方向）
- 厚木市市民病院前交差點（國道412號）
- 厚木市妻田（國道412號舊道）
- 厚木市金田（國道246號澀谷方向）
- 厚木市中依知（神奈川縣道42號藤澤座間厚木線座架依橋）
- 厚木市山際（神奈川縣道65號厚木愛川津久井線）
- 新昭和橋（相模川）
- 相模原市上溝繞道交差點（神奈川縣道54號相模原愛川線）
- 相模原市橋本五差路（國道16號東京環狀）（國道413號）（神奈川縣道63號相模原大磯線）

## 道路的特徵
- 行車線數為兩側各2車線的區間最多。在國道246號的重複區間為兩側各3車線。

## 關連項目
- 關東地方道路一覽